# Diana Mitford
Diana Mitford, född 17 juni 1910 i Belgravia, London, död 11 augusti 2003 i Paris, var en brittisk adelsdam. Hon var dotter till David Freeman-Mitford och syster till författaren Nancy Mitford och Adolf Hitlers väninna Unity Mitford.

## Biografi
Diana Mitford växte upp på Asthall Manor, familjen Mitfords hem i Oxfordshire. 1929 gifte hon sig med Bryan Walter Guinness, som var arvtagare till Guinnessbryggeriet och titeln baron Moyne. Paret var välkänt för sina glittrande societetsevenemang, och fick två söner, Jonathan och Desmond.
1932 blev hon Oswald Mosleys älskarinna. Mosley var ledare för British Union of Fascists och gift med Cynthia Curzon. Diana Mitford skilde sig 1934, efter Cynthia Curzons död 1933. 1934 reste Diana Mitford till Tyskland med sin då 19-åriga syster Unity. Under resan närvarade de vid nazisternas partidagar i Nürnberg. De återvände till partidagarna året därpå som gäster till Adolf Hitler. Hitler hade lärt känna Unity under 1935.
Diana Mitford gifte sig 1936 med Oswald Mosley i Joseph Goebbels hem i Berlin. De enda gästerna förutom bröllopsvittnen var Goebbels och Hitler. Äktenskapet hemlighölls fram till 1938, då parets första barn, Alexander, föddes. De fick ytterligare en son, Max, 1940.
1940 arresterades och fängslades paret Mosley enligt speciallagstiftningen Defence Regulation 18B, som var riktad mot misstänkta nazistsympatisörer. 1943 släpptes de av hälsoskäl, men de fick sitta i husarrest fram till andra världskrigets slut. Efter krigsslutet flyttade de till Irländska fristaten och därefter till Frankrike, där de bodde i huset Temple de la Gloire i Orsay nära Paris. De var grannar och nära vänner till hertigen och hertiginnan av Windsor. De gifte om sig med varandra i stillhet, eftersom det ursprungliga äktenskapskontraktet, som Hitler hade tagit hand om, aldrig återfanns efter kriget.
Under tiden i Frankrike var Mitford redaktör för högertidningen The European, och fortsatte att ge ekonomiska bidrag till Union Movement, som hade grundats som en efterföljare till British Union of Fascists efter kriget. Diana Mitford närvarade ofta vid Union Movements årsmiddagar. Vid sin död 2003 beskrevs hon som "unrepentantly Nazi and effortlessly charming" av journalisten och historikern Andrew Roberts, som hade intervjuat henne under de närmast föregående åren, men hon togs i försvar av sonen Lord Moyne och sondottern Daphne Guinness.